# Emanuele Krakamp
Emanuele Krakamp (né le 13 février 1813 à Messine – mort en novembre 1883 à Naples) est un compositeur et flûtiste italien.

## Biographie
Emanuele Krakamp a débuté l’apprentissage de la musique avec son père, Francesco (1788-1828). À partir de 1841, il est première flûte dans l’orchestre du comte de Syracuse et inspecteur au Conservatoire San Pietro a Majella de Naples. En 1860 il est nommé enseignant dans le même conservatoire. Concertiste en Europe et en Amérique, il se produit également en Tunisie, à Alexandrie et au Caire.
Ses compositions sont publiées par Ricordi à Milan et par Girard à Paris.
Emanuele Krakamp est le premier flûtiste à adopter le système Boehm mis au point par Theobald Boehm.
À Bénévent, un concours de flûte porte son nom en son honneur.

## Œuvres
Flûte solo
- 20 temi variati per flauto solo op. 33
- 6 soli su cantilene aggraziate op. 75
- 5 fantasies variées pour flûte seule
- Tre grandi duetti op. 154
- 3 duetti estratti da temi d’opera verdiani (Rigoletto op. 122, Lombardi op. 124, La forza del destino op. 124)

Flûte et piano
- Fantasia-Capriccio op. 11
- 2 divertimenti su Maria Padilla op. 36-38
- 2 fantasie su opere di Donizetti op. 43
- Duo concertante su motivi degli Ugonotti dal duo per violino di Thalberg op. 45
- Souvenir des duos Walkiers, op. 49
- 2 fantasie su Don Pasquale e Beatrice di Tenda op. 49 bis
- Gran Fantasia sullo studio in la minore di Thalberg, op. 51
- Pot-pourri sulla ‘’Leonora’’ di Mercadante op. 52
- 2 capricci-fantasie su I due Foscari e su Ernani op. 55
- Seconda gran fantasia sulla canzone napoletana ‘’Luisella’’, dedicata a Giuseppe Rabboni, 1° flauto alla Scala, op. 63
- Momento d’ozio. Scherzo sul core delle donne nell’opera Stella di Napoli di Pacini, op. 64
- La Bizzarria. Divertimento sulla Cavatina  Orazie e Curiazi di Mercadante, op. 65
- Aria dalla Battaglia di Legnano, op. 66
- Angiolina-Polka op. 67
- Gran Fantasia sulla Norma op. 68
- Quinta fantasia sulla Lucia op. 69
- Sesta fantasia sulla Sonnambula op. 70
- Tema e Variazione su Canto Greco di Ernesto Cavallini, celebre clarinettista, op. 71
- 4 composizioni originali (Melodia di Dohler, Romanza-L’Amore, Il Maniaco, Souvenir di Napoli) op. 71/74
- Alla finestra affacciati, op. 77
- Un momento di entusiasmo su tema di Weber op. 79
- Mira o Norma, op. 80
- Reminescenze dall’Ambassadrise di Auber, op. 81
- Melange su Mazeppa di Campana op. 87
- 10 pezzi Un inverno a Parigi, op. 91-100
- 10 pezzi Un’estate all’Ardenza, op. 107
- Valzer-La carezza op. 118
- 2 estratti da Rigoletto op. 120-121
- 12 capricci op. 123-134
- Alla memoria di Giulio Ricordi op. 137
- Introduzione, tema, variazioni e finale sulla canzone veneziana Oh cara mamma mia detta il Carnevale di Venezia op. 137 bis
- Elegia alla infelice memoria dei 25000 messinesi morti di colera, op. 140
- Semain rossinienne op. 157
- Melodia con pianoforte op. 169
- Addio all’Italia op. 170
- Le regret op. 174
- Bouquet musical-album op. 190
- Pochi momenti d’ozio a Margellina op. 196
- Quattro stelle verdiane op. 234
- Ricordo dell’ingresso di Garibaldi a Napoli il 17 settembre 1860
- Elegia op. 257
- Album teatrale op. 261
- Introduzione, Allegro e Finale
- Ricordo sull’Egitto. Fantasia su motivi arabi
- I Cacciatori delle Alpi
- All’armi, canto popolare
- Il carnevale del 1864
- Fantasie, divertimenti su opere di Verdi, Bellini, Donizetti

Flûtes et piano
- Duetto sul Roberto Devereux op. 78
- La serenata (Un inverno a Parigi-2fl&pf) op. 99
- Polka-Falco ossia Corsa sul Lario (2fl&pf) op. 117
- Il Maestro e gli allievi, quartetto op. 100

Flûte et orchestre
- Fantasia Pastorale